# Rosnatka okrouhlolistá
Rosnatka okrouhlolistá (Drosera rotundifolia) je masožravá rostlina z čeledi rosnatkovité, rostoucí nejčastěji v rašeliništích, mokřadech a močálech. Patří k nejběžnějším druhům rosnatek – je rozšířená v celé severní Evropě, na Sibiři, v severní Americe, Japonsku a na Nové Guineji. V roce 1992 se stala německou Rostlinou roku.

## Popis
Rosnatka okrouhlolistá je charakteristická jasně červenou barvou, na kterou v kombinaci s lepkavou nasládlou látkou vábí drobný hmyz, jenž jí slouží za potravu. V pozdním létě kvete růžově až bíle. Květy se nacházejí poměrně vysoko nad listy. Květy v rámci květenství rozkvétají po jednom, a to sice za slunných dnů při minimální teplotě 25–30 °C. Kvetení trvá jen několik hodin. Celé květenství se natáčí v závislosti na poloze slunce na obloze. Semena jsou černá, 1–1,5 mm dlouhá. Rosnatky jsou víceleté a mohou se dožívat i více než 50 let.
V zimním období rosnatka okrouhlolistá vytváří tzv. hibernaculum – těsně sdružené listy blízko při zemi, což jí umožňuje přestát chladné počasí.
Rosnatka okrouhlolistá se vzácně kříží s rosnatkou anglickou (Drosera anglica) za vzniku křížence rosnatky obvejčité (Drosera x obovata).

## Masožravost

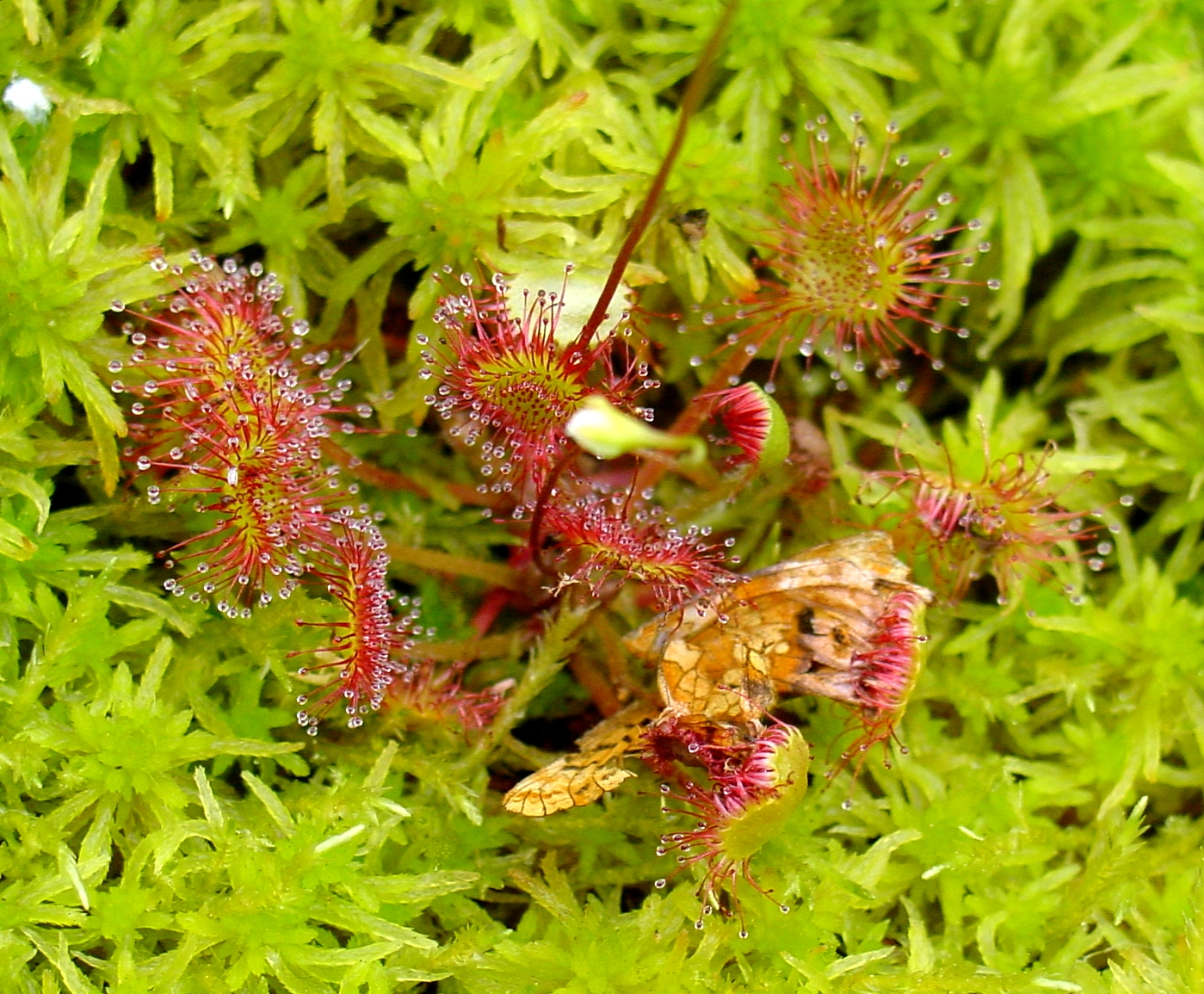
Rosnatka okrouhlolistá se zbytky motýla

Rosnatka okrouhlolistá se živí hmyzem jejž přitahuje svou jasně červenou barvou a lepkavými kapkami obsahujícími sladkou látku, jež pokrývají listy. Masožravý způsob obživy rosnatka vyvinula v důsledku nedostatku živin v kyselých biotopech kde roste. K rozpuštění polapeného hmyzu přilepeného k výrůstkům na listech používá enzymy a z jeho těla tak získává dusičnany a jiné výživné látky.

## Rozšíření

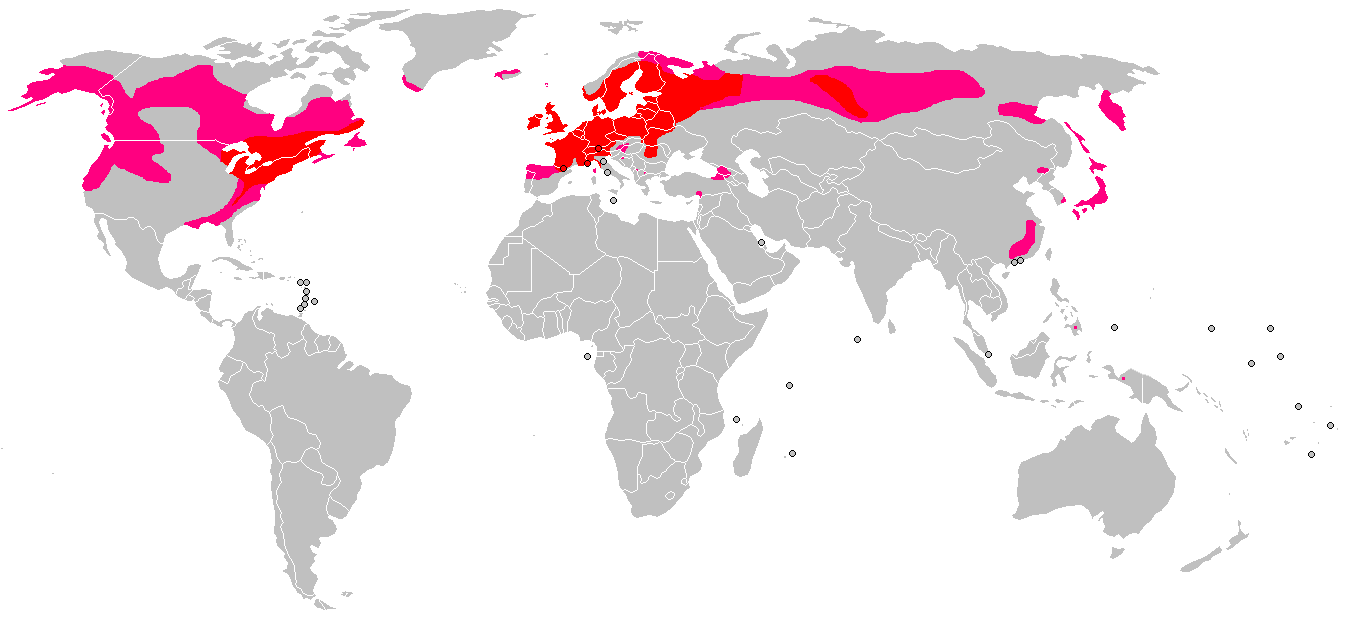
Mapa rozšíření (červeně - hojná; růžově = rozptýlená)

V severní Americe roste ve všech částech Kanady kromě kanadských prérií a tundry; vyskytuje se na jižní Aljašce, na severozápadním pobřeží Tichého oceánu a podél Appalačského pohoří dále na jih až do států Georgie a Louisiana.
Roste ve velké části Evropy včetně Britských ostrovů, ve Francii, zemích Beneluxu, Německu, Dánsku, Švýcarsku, Česku, Polsku, Bělorusku, Pobaltí, Švédsku a Finsku, dále v severním Španělsku, Rumunsku, na Islandu a v jižních částech Norska a Grónska. Řídce se vyskytuje v Rakousku, Maďarsku a v některých dalších balkánských zemích.
V Asii roste na Sibiři a v Japonsku, v částech Turecka, v oblasti Kavkazu, na poloostrově Kamčatka, v Jižní Koreji a na Nové Guineji.

### Rozšíření v Česku
Rosnatka okrouhlolistá se vyskytuje v rašeliništích. Například kolem rybníka Velké Dářko (několik kusů), v Radostínském rašeliništi na Vysočině, v Jeseníkách (např. u Velkého mechového jezírka), Orlických a Jizerských horách a v Krkonoších, ale také v oblastech trvale zamokřených, například na Třeboňsku, nebo v Polabí.
Lokalitu spojenou těsně s veřejným koupalištěm poblíž Veselí nad Lužnicí popisuje darwiniana.cz: rosnatka se vyskytovala na písčitých zónách až k okraji vodní nádrže a „… rekreanti měli své deky doslova na rosnatkách a kolem nich…“, s tím že občasný sešlap rosnatce plně vyhovuje. Tuto informaci potvrzují i zkušenosti odborných pracovníků z NP Šumava.

## Použití
Vzácně se pěstuje ve sbírkách, zejména mezi milovníky masožravých rostlin.
Od dávných dob byla považována za léčivou rostlinu. Byla známa pod latinským názvem Rorella nebo Ros solis („rosa slunečná"). Jejím propagátorem byl na přelomu 13. a 14. století lékař a alchymista Arnald z Villanovy; rosnatka tvořila složku jeho „zlaté vody" (Aqua auri), kterou doporučoval jako univerzální lék téměř proti všem nemocem.
Do jednoho z českých vydání Mattioliho herbáře byl zařazen český překlad latinského pojednání jistého alchymisty, ve kterém se  rosnatce přisuzovala řada zázračných vlastností. Kdo ji nosí při sobě, je chráněn před očarováním a kouzly i před posedlostí zlým duchem, neboť tato bylina „odnímá ďáblu jeho moc".
Později se užití rosnatky začalo omezovat hlavně na nemoci dýchacích cest, především na kašel všeho druhu (s výjimkou tuberkulózy). Přispívá k  navlhčování sliznice průdušek, a tím i k odlupování a rozpouštění hlenu. Dochází tak k jeho snadnějšímu vykašlávání a k odlehčení od namáhavého kašle. Má také účinek močopudný,  který se však dostavuje za cenu podráždění močových cest;  při větších dávkách může dojít i k poškození ledvin. Lidově se užívá při nemocech stáří, hlavně při arterioskleróze a cukrovce.
Používanou částí rostliny je nať (Herba droserae nebo historicky Herba rorellae, Herba roris solis) Někteří autoři doporučují nálev (10 g na čtvrt litru vařící vody), jiní spíše odvar (0,5–4 g, vařit asi 10 minut). Proti černému kašli byl oblíben i lihový výtažek: 20 g sušené natě se nechá 3 dny extrahovat ve 150 g čistého lihu, užívá se třikrát denně 10 kapek s vodou.
Rosnatka není bylinou zcela neškodnou. Bylo prokázáno, že u ovcí vyvolává kašel a chudokrevnost. Dávkování rosnatky musí být spíše nižší a neměla by se užívat dlouhodobě. Nesmí být podávána  malým dětem ani těhotným nebo kojícím ženám; může poškodit osoby, které mají nízký krevní tlak nebo trpí tuberkulózou. Dlouhodobé užívání vyvolává stavy podobné nachlazeni, zejména bolesti kloubů a ve svalech.
Nať rosnatky obsahuje červené barvivo, které bylo dříve využíváno v cukrářství.
Někdo si najednou nějak vymyslil, nebo někde objevil, že je dobrá proti arterioskleróze a vysokému tlaku. Stanislav Petlach ji již v roce 1924 zkoumal farmakologicky a byl k jejímu léčebnému efektu velmi skeptický, kdežto jinak a jindy dosti kritický Jiří Štefl ji ještě v roce 1941 v předpise na thé proti arterioskleróze uvádí a chválí. Mezi dvěma válkami byla divoce sbírána, ba přímo rvána na svých nalezištích. Vyráběly se z ní čaje, tinktury, sirupy a jiná léčiva. Lidé byli droserou posedlí, považovali ji za zázračný lék proti „skleróze" a „vysokému tlaku". Poptávka po ní byla i z ciziny. Pokusy s umělým pěstováním úplně selhaly. Snad se podaří tuto zajímavou rostlinku našim ochranářům přece jen zachránit, aby přežila rok 2000. Rozhodně, když budete jíst méně mastného, uděláte pro oddálení své arteriosklerózy víc, než když vypijete litry odvaru z této nyní vzácné a chráněné rostliny.
 Vladimír Vondráček

## Pěstování
Rosnatku je nejlépe pěstovat ve vlhkém až trvale mokrém, kyselém, lehkém humózním substrátu, chudém na živiny (směs rašeliny a písku). Můžeme použít jako podklad (pod rašelinu) i písek. Speciální trik – pěstujete-li rosnatku v rašeliníku, je třeba rašeliník s rosnatkou čas od času stlačovat, aby rašeliník rosnatku nepřerůstal, neutlačoval. Rosnatka nesnáší stín, pěstujeme ji na plném slunci.
K zálivce se doporučuje používat vodu mírně kyselou, chudou na živiny (dešťovou), nebo destilovanou vodu. V krajním případě můžeme použít vodu převařenou a okyselenou rašelinou (i když tak odstraníme chlor, pravděpodobně stejně bude přesto obsahovat vápník a množství živin).
Místo rosnatky okrouhlolisté se proto doporučuje pěstovat rosnatku kapskou.
Množení – listovými řízky, dělením trsů, nebo semeny.
Při pěstování trpí houbovými chorobami. Rostliny v rašeliništích a bažinkách na skalce mohou ohrozit bezobratlí (např. hmyz, plži).

## Galerie

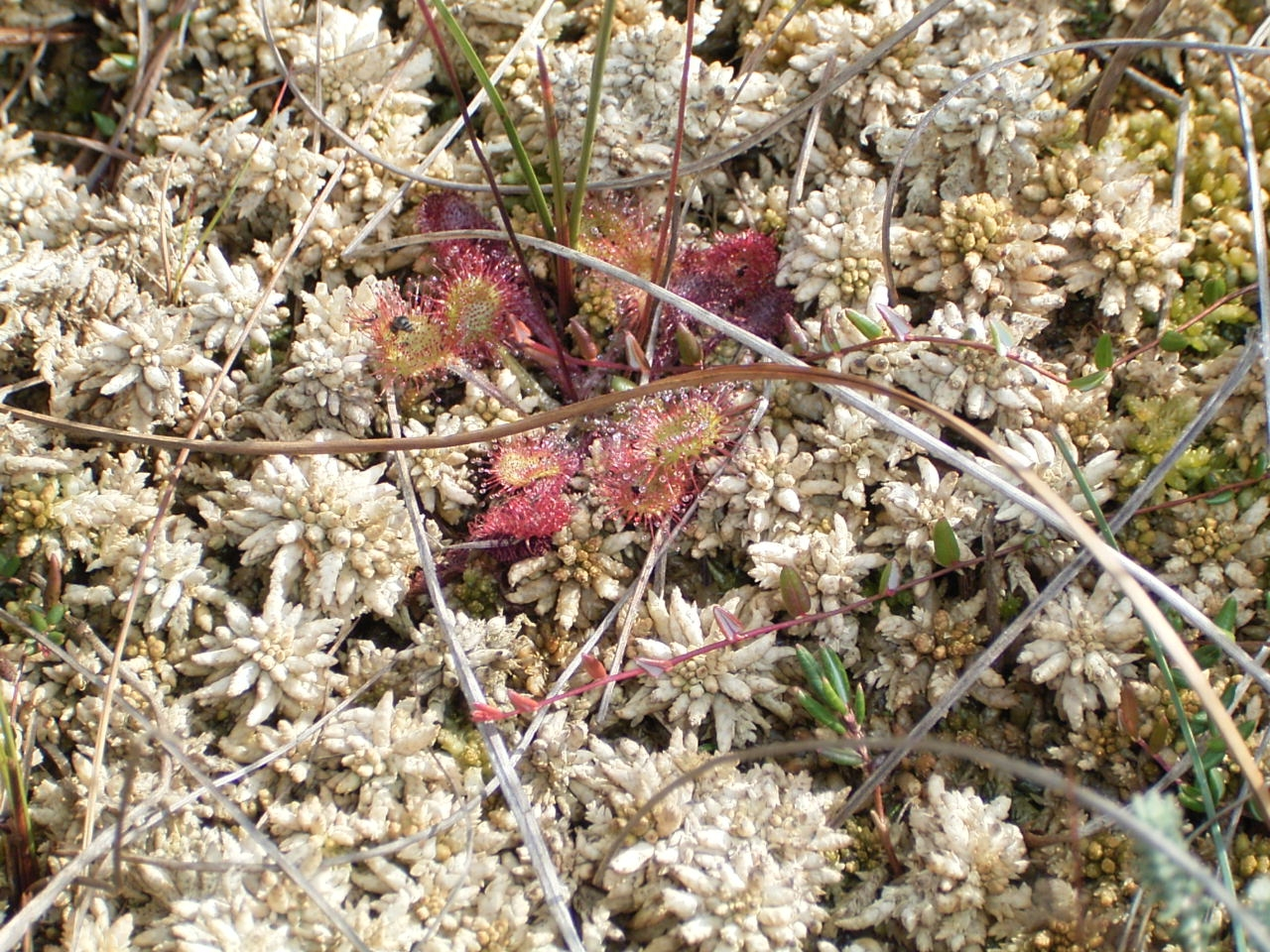
Rosnatka okrouhlolistá obklopená mechem
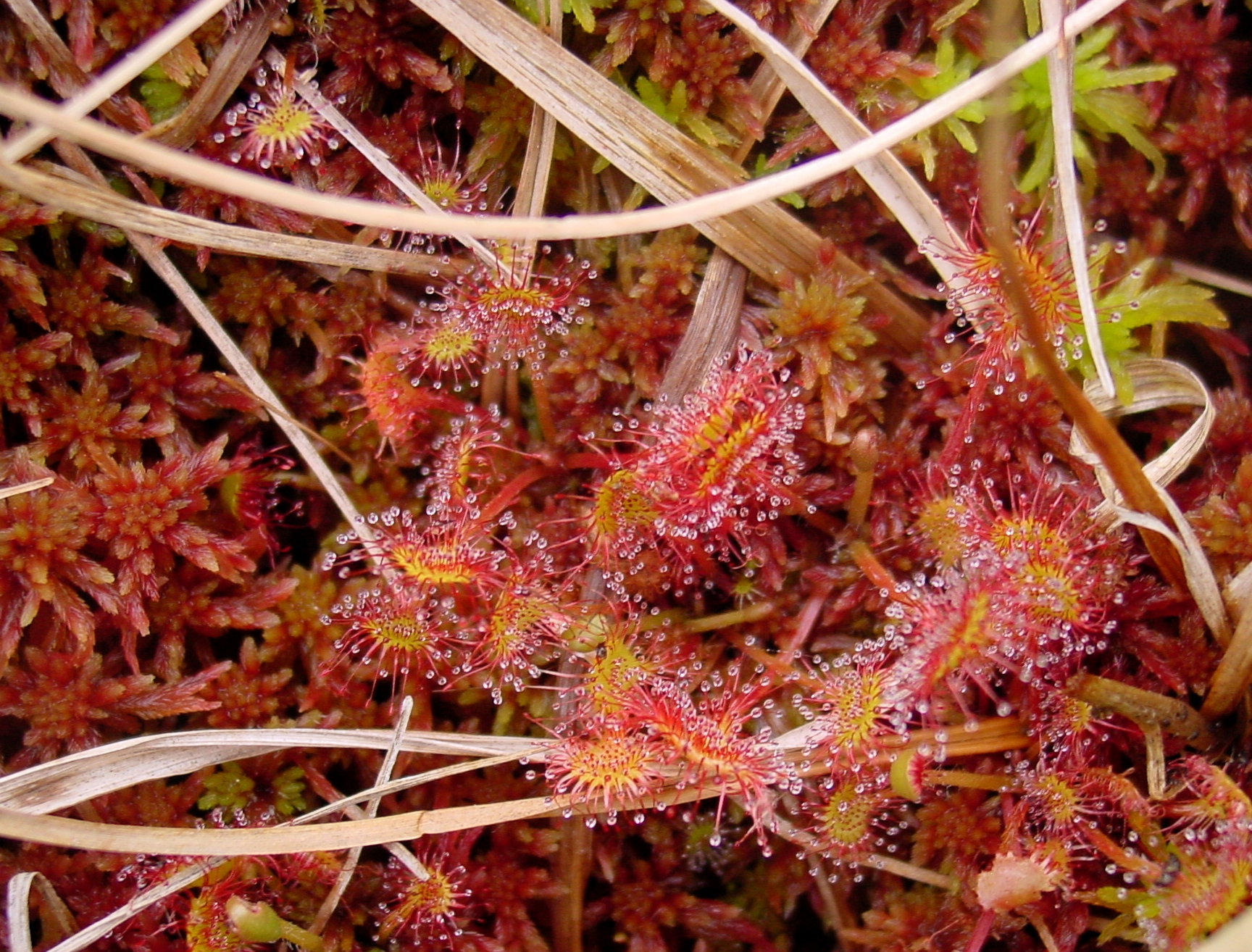
Rosnatka okrouhlolistá
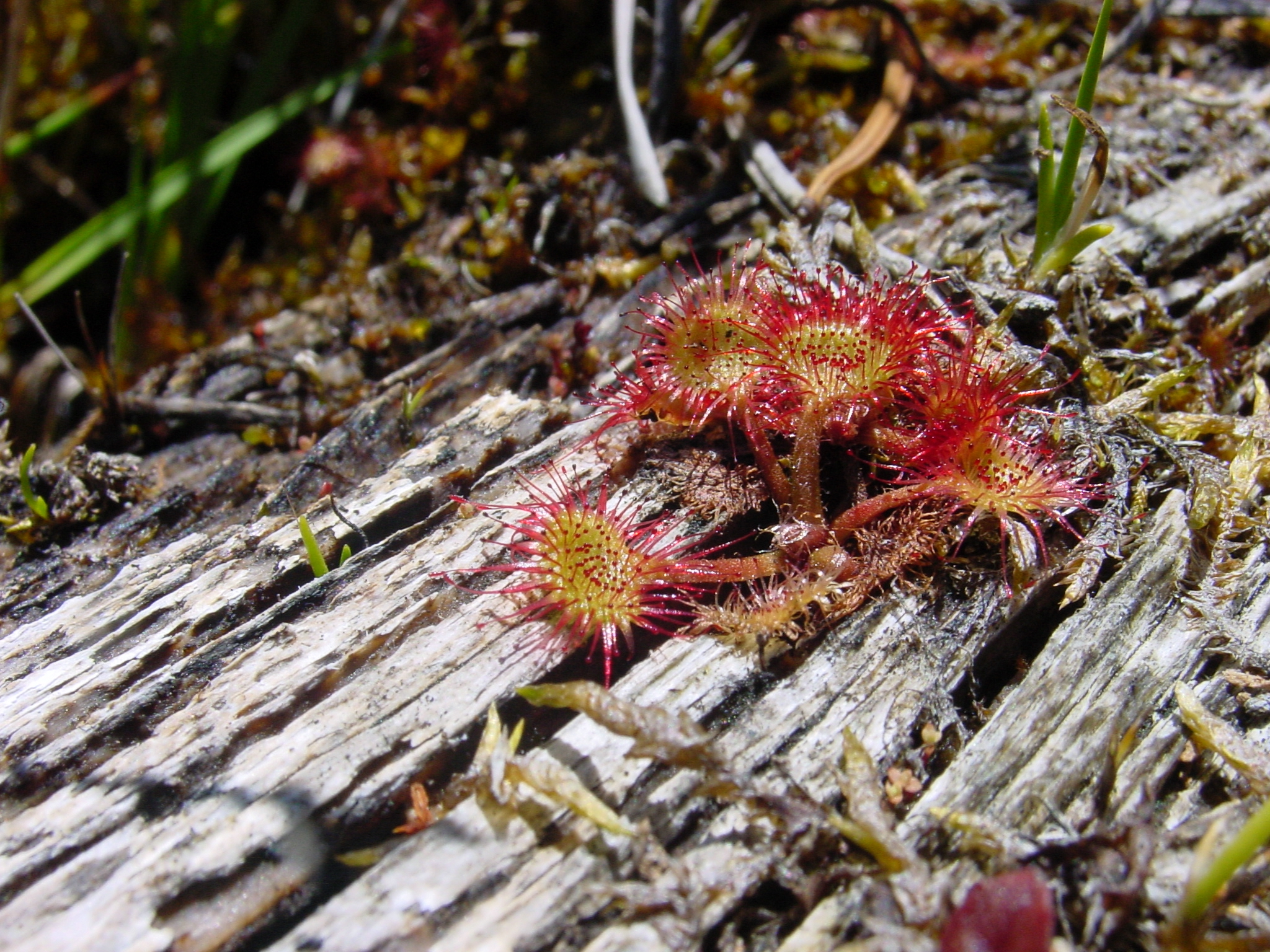
Rosnatka okrouhlolistá na tlející kládě (Oregon)
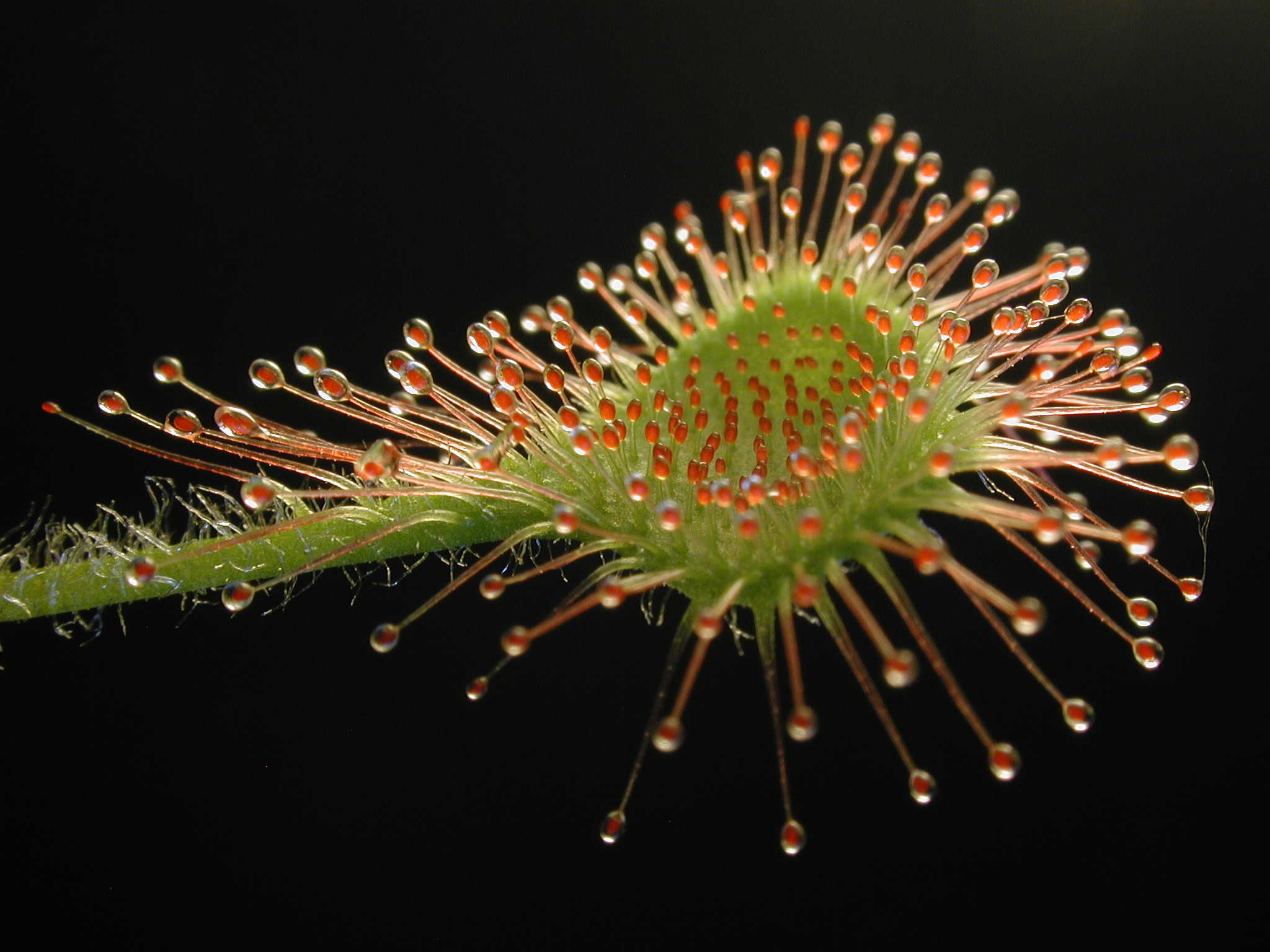
Detail listu
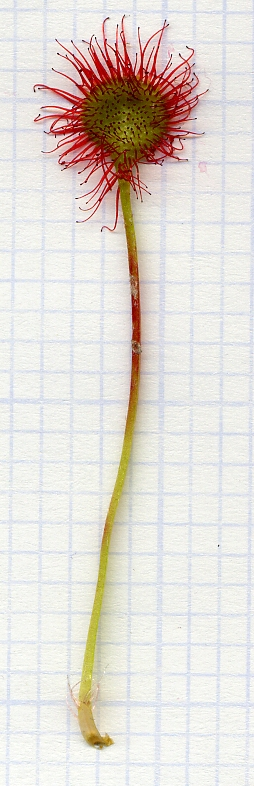
Rosnatka okrouhlolistá
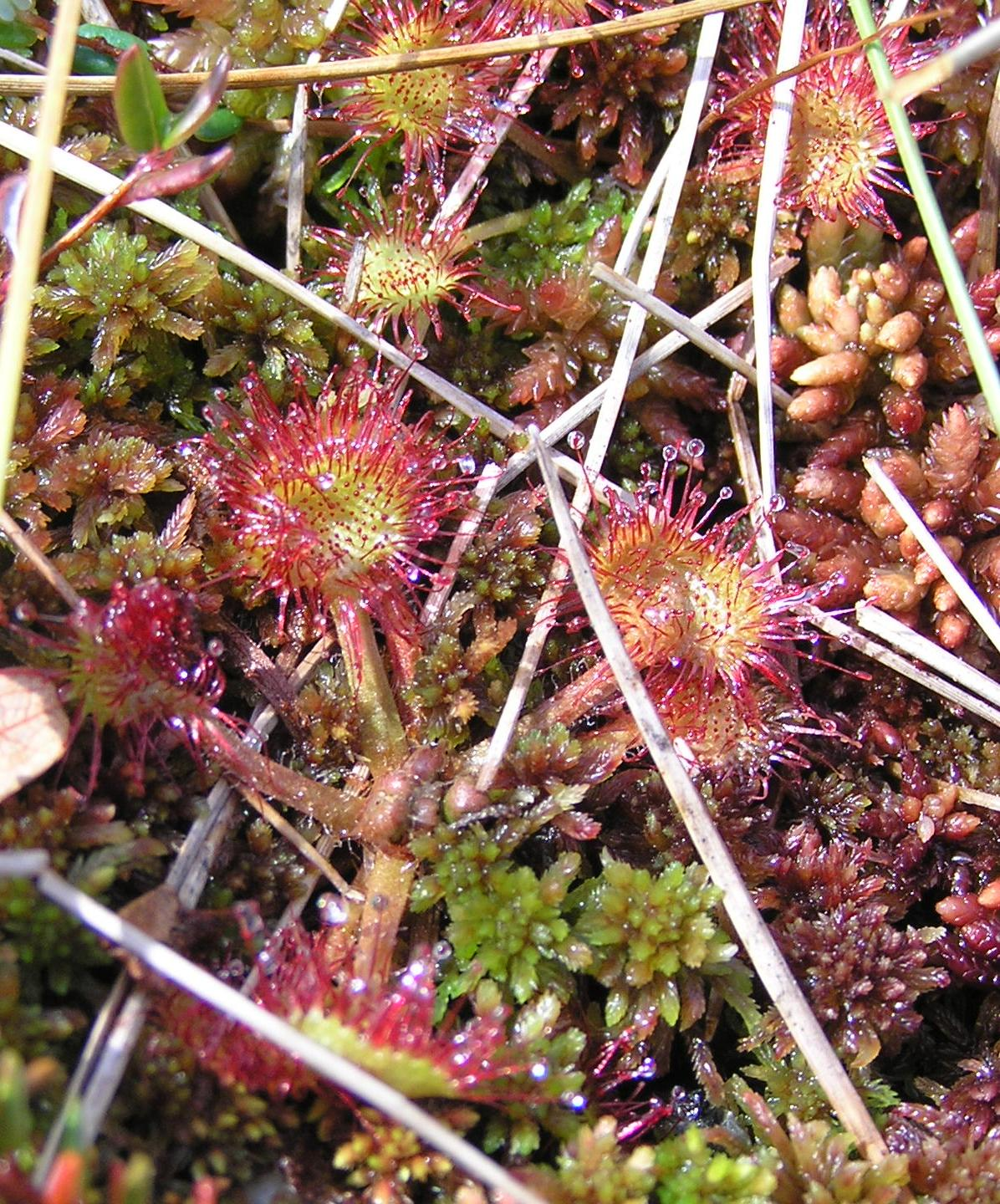
Rosnatka okrouhlolistá na Rokytecké slati